# Gonzalo Gutiérrez Reinel
Gonzalo Alfonso Gutiérrez Reinel (Lima, Perú, 10 de mayo de 1955) es un diplomático y escritor peruano. El 23 de junio de 2014 asumió el cargo de Ministro de Relaciones Exteriores del Perú, cargo que desempeñó hasta el 2 de abril de 2015.El 1 de septiembre de 2023 asumió como Secretario General de la Comunidad Andina.

## Biografía
Gonzalo Gutiérrez Reinel realizó sus estudios escolares en el Colegio Champagnat de su ciudad natal. 
Ingresó al Servicio Diplomático del Perú el 1 de enero de 1978.
El 11 de enero de 2011, Gonzalo Gutiérrez fue elegido por aclamación vicepresidente del Consejo Económico y Social de las Naciones Unidas, ECOSOC, para el año 2011 en representación del grupo de los países latinoamericanos y del Caribe
El 20 de mayo de 2011 el Perú fue elegido, con el respaldo de 136 países, miembro del Consejo de Derechos Humanos de las Naciones Unidas para el período 2011-2014 como reconocimiento a su política exterior democrática y de promoción de los derechos humanos ya sea en el ámbito nacional como en el exterior a través de las misiones diplomáticas, particularmente las representaciones en Nueva York y en Ginebra.
A fines de junio de 2011, Gonzalo Gutiérrez, conjuntamente con su par ecuatoriano, Diego Morejón, en calidad de representantes permanentes de sus respectivos gobiernos ante la ONU, cumplieron con registrar el acuerdo de límites marítimos suscrito entre el Perú y Ecuador el 2 de mayo de 2011.
Gutiérrez formó parte del equipo negociador del Tratado de Libre Comercio Perú-Estados Unidos.
En la Academia Diplomática del Perú fue profesor de Organismos Económicos Internacionales y Política Internacional.

## Estudios realizados
- Diplomático de carrera, Academia Diplomática del Perú
- Licenciado en Relaciones Internacionales, Academia Diplomática del Perú
- Máster en Política Internacional obtenido en el Escuela de Estudios Internacionales Avanzados Paul H. Nitze de la Universidad Johns Hopkins en Washington D. C.
- Cursos de Posgrado en el London School of Economics and Political Science en Londres y en JFK School of Government, Harvard University.

## Cargos en la Cancillería

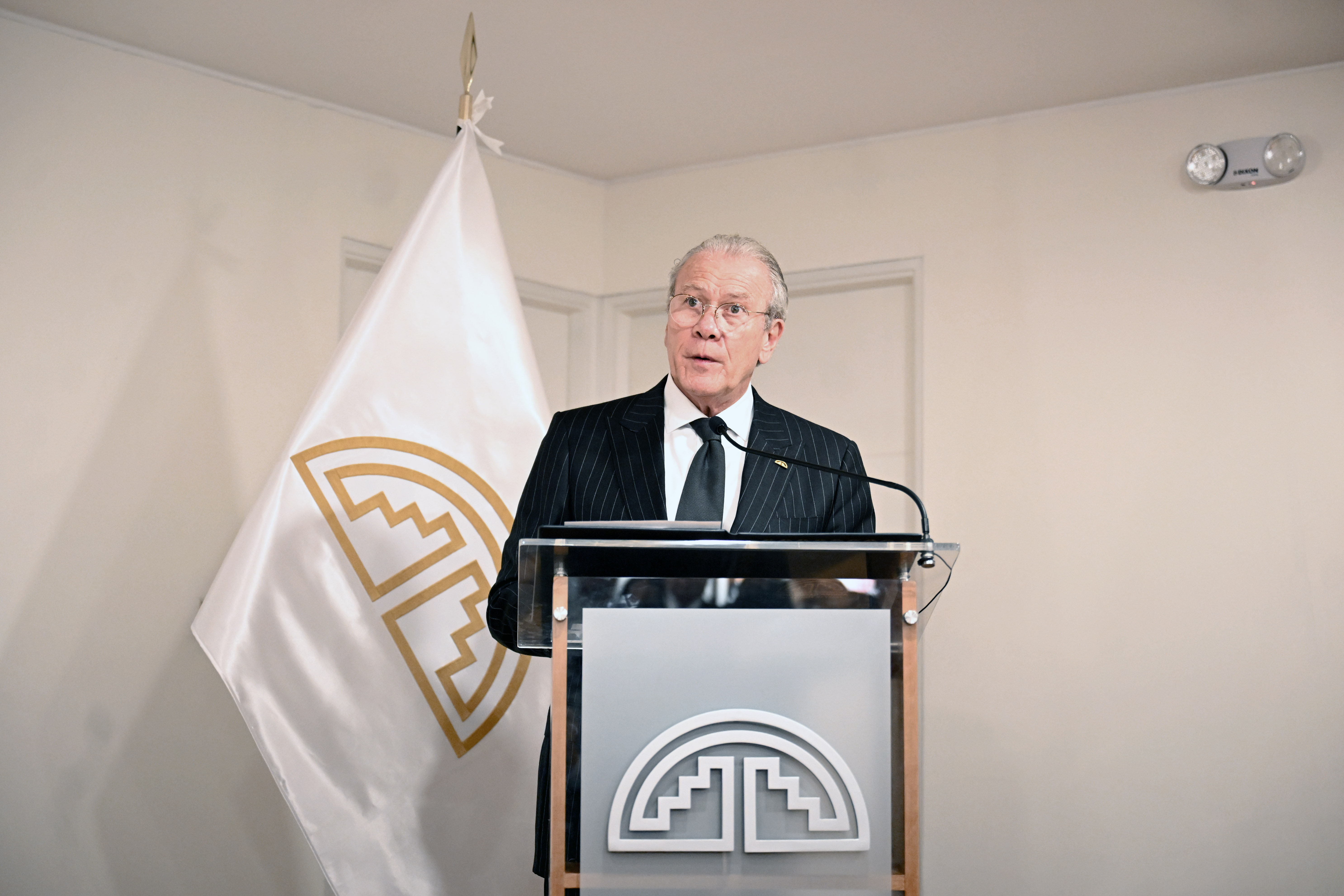
Gonzalo Gutiérrez como Secretario General de la Comunidad Andina en 2023.

Entre los múltiples cargos desempeñados, se pueden mencionar principalmente el de Subsecretario de Asuntos Económicos, Director Ejecutivo de la Oficina de Promoción Económica, Subsecretario encargado de América y director de América del Sur.
Desde el inicio del segundo gobierno de Alan García, el 28 de julio de 2006, el Embajador Gutiérrez fue el Viceministro Secretario General de Relaciones Exteriores, cargo que desempeñó hasta el 20 de abril de 2009. Lo reemplaza en la citada función el embajador Néstor Popolizio
A principios de 2007, el gobierno peruano le encarga la delicada misión de viajar a Gaza para liberar a Jaime Rázuri, fotógrafo peruano secuestrado. Una vez cumplido el objetivo que en materia de derechos humanos había trazado el gobierno y con la colaboración activa de gobiernos amigos, Gonzalo Gutiérrez Reinel regresó al Perú acompañado del citado fotógrafo. Esta fue la primera vez en la historia que un gobierno peruano encomienda una tarea de esta naturaleza a un funcionario de nivel tan elevado, ya que por ley, el cargo que ostentó entonces Gonzalo Gutiérrez como Viceministro Secretario General de Relaciones Exteriores fue aquel del primer funcionario público del país.
Durante el año 2008 se desempeñó como Presidente de la Reunión de Altos Funcionarios (SOM) del Foro de Cooperación Económica del Asia Pacífico (APEC).
El 1 de mayo de 2023 es nombrado Director de la Academia Diplomática del Perú.
A partir del 1 de septiembre de 2023 es elegido unánimemente por Bolivia, Colombia, Ecuador y Perú como Secretario General de la Comunidad Andina.

## Cargos en el exterior
Como funcionario diplomático, Gonzalo Gutiérrez ha servido en la Representación del Perú ante las Naciones Unidas en Nueva York, en la Embajada del Perú ante los Estados Unidos de América, en la Representación Permanente ante los Organismos Internacionales con sede en Ginebra y en la Embajada del Perú en Chile.
El 16 de marzo de 2009 se publica en el Diario Oficial El Peruano la Resolución Suprema 102-2009-RE nombrando a Gonzalo Gutiérrez Reinel como representante Permanente del Perú ante la Organización de las Naciones Unidas con sede en Nueva York, cargo que el gobierno dispuso que asuma en mayo del citado año.
El 12 de octubre de 2011 se publica la Resolución Suprema 382-2011-RE mediante la cual es nombrado embajador del Perú en la República Popular China. Asumió funciones el 1 de noviembre de 2011 como embajador del Perú en la República Popular China, con concurrencias en Mongolia, Paquistán y Corea del Norte.
Desde el 1 de enero de 2017 asume como embajador del Perú en Bélgica, Luxemburgo y la Unión Europea. Concluye su gestión en Bélgica el 30 de noviembre de 2022.

## Obras
- “Solución de diferencias en la Organización Mundial del Comercio: el caso del Perú contra Francia y la Comunidad Europea por la denominación comercial de moluscos” (1996)
- ”La Evolución Institucional del Proceso de Integración Andino” (1996)
- “La Prehistoria de la OMC: la creación del GATT y el ingreso del Perú” (1999)
- “El Pisco: apuntes para la defensa internacional de la denominación de origen peruana” (2003).
- "Goeffrey Household, la guerra, la literatura y el Pisco" (2010).
- "El Desarrollo de la Denominación de Origen Pisco" (2011).
- "El Celeste Imperio y las Noticias del Pisco" (2011).
- "El Pisco no nació en Chile" (2016).
- "El Perú y el Libre Comercio" (2017).
- "La papa, el Perú y Bélgica" (2018).
- "Pisco Elqui, el nombre engañoso" (2019).
- "El Pisco: la primera referencia a su nombre"(2020).
- "El Pisco, su nombre, su historia" (2020).
- "Pisco, its name, its history" (2022).